# 바니 버디
《바니 버디》(Hop)는 미국에서 제작된 팀 힐 감독의 2011년 애니메이션 영화이다. 제임스 마즈든 등이 주연으로 출연하였고 미셀 임퍼래토 등이 제작에 참여하였다. 이 영화는 2011년 4월 1일 미국과 영국에서 개봉되었다. 2012년 3월 23일 리전 1로 DVD와 블루레이 디스크로 출시되었다.

## 출연

### 주연
- 제임스 마즈든
- 러셀 브랜드
- 칼리 쿠오코
- 행크 아자리아
- 게리 콜
- 엘리자베스 퍼킨스
- 데이빗 핫셀호프
- 첼시 핸들러

### 조연
- 휴 로리
- 티파니 에스펜슨
- 더스틴 이바라
- 카리즈 버크
- 베로니카 알리시노
- 장고 마쉬
- 그레그 루이스
- 씨씨 라우
- 제이든 런드
- 휴 헤프너
- 데이빗 골드스미스
- 호프 레비
- 터커 알브리지
- 재커리 크리스토퍼 페이
- 질런 밴오버

## 기타
- 조감독: 토머스 E. 애커먼
- 조감독: 데이빗 멘도자
- 조감독: 미셸 파넬리-베네티스
- 미술: 리처드 홀랜드
- 세트: 돈 디어스
- 의상: 알렉산드라 웰커
- 분장부문: 앨런 A. 아폰
- 분장부문: 브래드 룩
- 분장부문: 쉐리 민스
- 분장부문: 조시 자모라
- 분장부문: 조이 자파타
- 배역: 주니 로우리-존슨